# Saveh
Saveh (persiska ساوه) är en stad i västra Iran. Den ligger i provinsen Markazi och har cirka 220 000 invånare.